# Kiss and Say Goodbye
"Kiss and Say Goodbye" é uma canção de sucesso mundial em 1976, do grupo vocal americano de R&B The Manhattans. Foi escrita pelo membro do grupo Winfred Lovett, cantor de voz grave e compositor do grupo, intérprete da famosa voz falada na introdução da canção. A canção foi gravada para o álbum The Manhattans, lançado em 1976 pela Columbia Records, e foi lançada como single em março do mesmo ano. "Kiss and Say Goodbye" tornou-se um grande sucesso mundial, aparecendo nas paradas musicais de inúmeros países, alcançando excelentes posições. A canção atingiu a posição número 1 nos Estados Unidos, Bélgica, Países Baixos, Nova Zelândia, e na Europa. Com exceção do Adult Contemporary Chart, "Kiss and Say Goodbye" ficou em 1º lugar em todos os Pop Singles Charts e também nos R&B Singles Charts dos Estados Unidos. A canção foi um dos maiores sucessos de 1976 e dos anos 70.

## Videoclipe Oficial
"Kiss and Say Goodbye" possui um videoclipe oficial gravado pelos Manhattans em 1976. Pode ser assistido em "Kiss and Say Goodbye" by The Manhattans no YouTube.

## Antecedentes e Gravação
A canção foi escrita por Winfred "Blue" Lovett, cantor de voz grave e compositor dos Manhattans, que também interpretou a introdução falada ouvida na versão completa da canção. A letra e a melodia chegaram até ele tarde da noite. Como ele mais tarde lembrou, "Tudo estava lá. Eu me levantei por volta das três horas da manhã e anotei as coisas que queria dizer. Acabei de juntar as palavras no meu gravador e no piano. Sempre pensei que quando você escreve músicas lentas, elas têm que ter significado. Nesse caso, é a situação do triângulo amoroso que todos nós passamos. Eu imaginei que qualquer um que estivesse apaixonado poderia se relacionar com isso. E pareceu tocar em muitas pessoas".
Winfred Lovett inicialmente considerou a canção como um "country", mais apropriada para ser interpretada por cantores como Glen Campbell ou Charley Pride. Mas Lovett decidiu gravá-la com seu grupo. Gerald Alston, o vocalista dos Manhattans, é destaque na canção, começando a cantar depois da apresentação falada de Lovett.
A demo original da canção foi gravada com a banda de apoio dos Manhattans, "Little Harlem". Depois de ouvir uma fita da gravação, o produtor e arranjador Bobby Martin decidiu regravar a música com o MFSB no Sigma Sound Studios, na Filadélfia, Pensilvânia. Gravada no início de 1975, os funcionários da Columbia Records não divulgaram a canção até 14 meses depois. Winfred Lovett teve suas preocupações quando o disco saiu, assim como o disco em si. "Eu era crítico, um perfeccionista no estúdio, e ainda há partes dele que fazem minha pele rastejar. Por exemplo, em um lugar, os vocais de fundo ficam fora de tom. De alguma forma, porém, parece que isso não incomodou mais ninguém".

## Faixas do Single
| Lado   | Canção                    | Duração | Intérpretes    | Compositores        | Produtores                   | Álbum          | Ano  |
| ------ | ------------------------- | ------- | -------------- | ------------------- | ---------------------------- | -------------- | ---- |
| Lado A | "Kiss and Say Goodbye"    | 3:29    | The Manhattans | Winfred Lovett      | Bobby Martin, The Manhattans | The Manhattans | 1976 |
| Lado B | "Wonderful World Of Love" | 2:47    | The Manhattans | Robert S. Riley Sr. | Bobby Martin, The Manhattans | The Manhattans | 1976 |

- A duração total de "Kiss and Say Goodbye" no álbum The Manhattans é 4:28.[2] A duração de 3:29 no single de 7" é uma versão editada da canção.[1]

## Lado B
O lado B do single de 7" contém a canção "Wonderful World Of Love", que também foi gravada pelos Manhattans para o álbum The Manhattans. Foi escrita por Robert S. Riley Sr., compositor e produtor/promotor do grupo, que escreveu várias canções (letras) para eles. A canção também foi produzida por Bobby Martin e pelos Manhattans.

## Desempenho nos Charts

### Charts Semanais
| Chart (1976)                           | Posição de pico |
| -------------------------------------- | --------------- |
| África do Sul (Springbok Radio)        | 12              |
| Alemanha (Offizielle Deutsche Charts)  | 10              |
| Austrália (Kent Music Report)          | 4               |
| Áustria (Ö3 Austria Top 40)            | 3               |
| Bélgica (Ultratop)                     | 1               |
| Canadá - Adult Contemporary (RPM)      | 26              |
| Canadá - Top Singles (RPM)             | 7               |
| Europa (Europarade)                    | 1               |
| França (IFOP)                          | 30              |
| Irlanda (Irish Charts)                 | 7               |
| Nova Zelândia (Recorded Music NZ)      | 1               |
| Noruega (VG-lista)                     | 11              |
| Países Baixos - (Dutch Single Tip)     | 8               |
| Países Baixos - (Dutch Top 40)         | 1               |
| Países Baixos - (Single Top 100)       | 1               |
| Suécia (Sverigetopplistan)             | 7               |
| Suíça (Swiss Hitparade)                | 7               |
| UK Singles (Official Charts)           | 4               |
| USA - Adult Contemporary (Billboard)   | 12              |
| USA - R&B Chart (Billboard)            | 1               |
| USA - Top 100 R&B (Cash Box)           | 1               |
| USA - The R&B Singles (Record World)   | 1               |
| USA - The Hot 100 (Billboard)          | 1               |
| USA - The Singles Chart (Record World) | 1               |
| USA - Top 100 Singles (Cash Box)       | 1               |

| Chart (1976)                     | Posição |
| -------------------------------- | ------- |
| Alemanha (GfK Entertainment)     | 40      |
| Austrália (Kent Music Report)    | 33      |
| Áustria (Ö3 Austria Top 40)      | 17      |
| Bélgica (Ultratop)               | 21      |
| Brasil (Top Hits)                | 34      |
| Canadá - Top 200 Singles (RPM)   | 88      |
| Nova Zelândia (Recorded Music)   | 7       |
| Países Baixos - (Dutch Top 40)   | 5       |
| Países Baixos - (MegaCharts)     | 4       |
| UK Best-Selling (Music Week)     | 25      |
| UK Top 100 (UK Music Charts)     | 33      |
| USA - 100 R&B Singles (Cash Box) | 2       |
| USA - 100 Singles (Cash Box)     | 3       |
| USA - Pop Singles (Billboard)    | 6       |
| USA - Soul Singles (Billboard)   | 3       |
| USA - Top R&B Singles Group (RW) | 1       |
| USA - Top Singles Group (RW)     | 2       |

| Fim da Década (1970–1979)        | Posição |
| -------------------------------- | ------- |
| Billboard 100 Songs of the 1970s | 83      |
| Greatest Soul Songs of the 1970s | 57      |

| Canadá (CRIA)                                         | Ouro    | 75.000*    |
| Reino Unido (BPI)                                     | Prata   | 250.000*   |
| Estados Unidos (RIAA)                                 | Platina | 1.000.000  |
| Total de vendas disponíveis:                          |         | 1.325.000* |
| * Números de vendas baseados somente em certificação. |         |            |

## Pessoal
- Compositor – Winfred Lovett[50]
- Arranjo – Bobby Martin[50]
- Voz falada na introdução – Winfred Lovett
- Voz principal – Gerald Alston
- Participação (não creditado) – MFSB
- Vocais de fundo (não creditados) – The Manhattans, Barbara Ingram, Evette Benton, Carla Benson

### Créditos
- Produtores – Bobby Martin e The Manhattans[50]
- Gravada por – Kenny Present[50]
- Masterização – Stuart J. Romaine (SJR)[51]
- Engenheiro – Kenny Present[2]

### Companhias
- Fabricado por – Columbia Records[2]
- Gravado em – Sigma Sound Studios, Filadélfia, Pensilvânia[2]
- Masterizado em – Frankford/Wayne Mastering Labs[51]
- Direitos autorais fonográficos ℗ – CBS Inc.[51]
- Direitos autorais © – CBS Inc.[2]